# Utah Film Critics Association Awards 2017
12. ročník předávání cen asociace Utah Film Critics Association se konal dne 17. prosince 2017.

## Vítězové a nominovaní

### Nejlepší film
1. Přízrak
2. Dunkerk

### Nejlepší režisér
1. Christopher Nolan – Dunkerk
2. David Lowery – Přízrak

### Nejlepší adaptovaný scénář
1. Hampton Fancher a Michael Green – Blade Runner 2049
2. Scott Neustadter a Michael H. Weber – The Disaster Artist: Úžasný propadák

### Nejlepší původní scénář
1. Jordan Peele – Uteč
2. Greta Gerwig – Lady Bird a Martin McDonagh – Tři billboardy kousek za Ebbingem  (remíza)

### Nejlepší herec v hlavní roli
1. Andy Serkis – Válka o planetu opic
2. James Franco – The Disaster Artist: Úžasný propadák

### Nejlepší herečka v hlavní roli
1. Sally Hawkins – Tvář vody
2. Frances McDormandová – Tři billboardy kousek za Ebbingem

### Nejlepší herec ve vedlejší roli
1. Willem Dafoe – The Florida Project
2. Sam Rockwell – Tři billboardy kousek za Ebbingem

### Nejlepší herečka ve vedlejší roli
1. Tatiana Maslany – Silnější
2. Allison Janney – Já, Tonya

### Nejlepší dokument
1. Jane
2. Chasing Coral

### Nejlepší cizojazyčný film
1. Thelma
2. Fantastická žena a Raw (remíza)

### Nejlepší animovaný film
1. Coco
2. LEGO Batman film

### Nejlepší kamera
1. Roger Deakins – Blade Runner 2049
2. Hoyte van Hoytema – Dunkerk

### Nejlepší skladatel
1. Alexandre Desplat – Tvář vody
2. Benjamin Wallfisch a Hans Zimmer – Blade Runner 2049